# Esger (voornaam)
Esger is een Friese jongens- en meisjesnaam en een samenstelling van "es", afgeleid van West-Germaans ask, Oudfries esk "es, speer van essehout" en "ger", van harja "heer, leger". In 2014 kwam Esger twintig keer in Nederland voor als jongensvoornaam, en elf keer als volgnaam voor jongens. Varianten zijn Easger, Eesger en Æsger beginnend met Æ. Verder werd Esger wel verkeerd gespeld als Escher en Es-scher. Esger komt voor in recente lijsten van Friese voornamen.

## Bekende naamdragers
- Esger Juul (overleden 1325), Deens aartsbisschop[4]
- afstammeling van een zoon of dochter van Esger met de familienaam Esgers
  - Johannes Esgers (1695–1755), theoloog en academisch docent, rector magnificus van de Universiteit Leiden (1753–1754)